# 145, rue La Fayette
145, rue La Fayette je budova v Paříži, která se nachází v 10. obvodu, je postavena v Haussmannově stylu, původně využívaná k bydlení. V 70. letech byl interiér zničen a byla zde vybudována ventilace pro RER. Z estetických důvodů zůstala zachována pouze fasáda.

## Popis
Dům č. 145 se nachází na rue La Fayette v 10. pařížském obvodu poblíž křižovatky s rue de Saint-Quentin, poblíž Gare de l'Est a Gare du Nord. Stavba zabírá pozemek cca 7 m široký a 6 m hluboký. Jedná se o dutou stavbu, existuje pouze fasáda, která ukrývá strukturu odsávání vzduchu z tunelu mezi stanicemi Châtelet-les-Halles a Gare du Nord.
Fasáda 145 na rue La Fayette z kvádříkového kamene je podobná fasádě sousedících haussmannovských budov. Pětipatrová budova má čtyři okna v každém patře a balkon ve 2. patře. V přízemí dotváří iluzi běžného domu dveře a trojkřídlé brána, které jsou ale zazděné. Přístup k bráně je blokován parkovacím místem Autolib. Okna jsou prosklená, ale bez okenic.

## Historie
Na začátku 80. let 20. století se při prodloužení linky B RER z Châtelet-Les Halles na Gare du Nord, musela RATP vypořádat s ventilací tunelu nové linky. Bylo rozhodnuto ponechat fasádu domu č. 145, aby respektovala architekturu ulice. Nejednalo se to ojedinělý případ, další budovy stejného typu existují v Paříži, například v rue Auber. Také v nedaleké rue du Faubourg-Saint-Denis v domě č. 174 se nachází také jednoduchá fasáda maskující ventilační šachtu stanice Magenta.
Fasáda byla v létě 2015 renovována.

## Dům v umění
V roce 1988 se italský spisovatel Umberto Eco zmínil o domě č. 145 na rue La Fayette ve svém románu Foucaultovo kyvadlo.
V roce 2013 stejnou zmínku pronesl francouzský novinář a spisovatel Philippe Vasset ve svém románu La Conjuration.
V roce 2016 se dům stal inspirací modernímu umělci Paula Heintze pro jeho instalaci De façade.